# سیارک ۲۵۹۷۰
سیارک ۲۵۹۷۰ (به انگلیسی: 25970 Nelakanti، نامگذاری:2001FD35)۲۵۹۷۰مین سیارک کشف شده‌است که در ۱۸ مارس ۲۰۰۱ کشف شد.